# چندرکی، راجن‌پور
چندرکی (به انگلیسی: Chandarkey Rajputan) یک منطقهٔ مسکونی در پاکستان است که در نارووال واقع شده‌است.